# 市立伊勢総合病院
市立伊勢総合病院（しりついせそうごうびょういん）は三重県伊勢市にある市立の総合病院である。三重県中南勢地区における基幹病院の一つである。通称「伊勢病院」。病院の旧称から「市民病院」とも呼ばれる。

## 概要
2019年1月の完成に向けて新病院の建設が進められている。
- 病床数322（一般270、療養型52）
- 建物構造 鉄筋コンクリート造、地下1階、地上5階

病院経営は赤字が続いており、2016年度は医業収支が9億5100万円の赤字であった。経営基盤強化のため、従来兼務であった院長と管理者を分離する条例改正案が2018年3月議会に提出される予定である。

## 診療科目
- 内科
- 循環器内科
- 消化器外科
- 神経内科
- 外科
- 整形外科
- 形成外科
- 小児科
- 産婦人科
- 皮膚科
- 泌尿器科
- 眼科
- 耳鼻咽喉科
- 精神科
- 脳神経外科
- 歯科口腔外科
- 麻酔科
- 放射線科
- リハビリテーション科
- 緩和ケア内科

## 沿革
- 1945年（昭和20年）7月15日 - 既設病院を買収、宇治山田健康保険組合直営「健民館」と称し開設
- 1948年（昭和23年）10月3日 - 市移管に伴い「宇治山田市民病院」と改称
- 1955年（昭和30年）1月1日 - 市名改称により「伊勢市民病院」と改称
- 1957年（昭和32年）10月3日 - 新築移転、「市立伊勢病院」として診療開始[2]
  - 所在地：伊勢市宮後町790（現・伊勢市河崎一丁目11番15号）
  - 診療科目8科（内科・外科・皮膚科・産婦人科・小児科・耳鼻科・眼科・放射線科）
  - 病床数 158床（一般120床、結核38床）[3]
- 1960年（昭和35年）7月1日 - 精神科病棟（50床）鉄筋コンクリート2階建て新築
- 1960年（昭和35年）10月1日 - 総合病院として認可される
- 1961年（昭和36年）1月4日 - 「市立伊勢総合病院」と改称
- 1979年（昭和54年）4月1日 - 新築移転[4]
  - 所在地：伊勢市楠部町316番地の2[5]（現・伊勢市楠部町3038番地）
  - 診療科目15科（内科・外科・整形外科・小児科・産婦人科・皮膚科・泌尿器科・眼科・耳鼻咽喉科・精神科・神経科・脳神経外科・歯科・麻酔科・放射線科）[5]
  - 病床数 419床（一般339床、結核30床、精神50床）[5]
- 1982年（昭和57年）10月1日 - 人工透析室新築完成
- 1992年（平成4年）4月1日 - 新外来診療棟完成
- 1993年（平成5年）2月17日 - 健診センター開設
- 1996年（平成8年）4月1日 - 臨床研修病院指定
- 1999年（平成11年）4月1日 - 日帰り手術センター開設
- 1999年（平成11年）6月1日 - 療養型病棟開設
- 2001年（平成13年）4月1日 - 日帰り手術センターを短期滞在手術センターに改称
- 2004年（平成16年）4月1日 - 地方公営企業法を全部適用
- 2004年（平成16年）5月17日 - 病院機能評価認定取得（一般・精神・療養200床以上500床未満）
- 2005年（平成17年）11月1日 - 市町村合併に伴う病院開設
  - 診療科目17科
  - 病床数 419床（一般379床、療養40床）
- 2005年（平成17年）12月16日 - 新療養病棟使用開始
- 2006年（平成18年）7月1日 - DPCによる診療報酬請求開始
- 2007年（平成19年）6月1日 - 7対1看護取得
- 2009年（平成21年）4月1日 - 病床数の変更 322床（一般285床、療養37床）[6]
- 2009年（平成21年）9月4日 - 病院機能評価認定再取得（一般200床以上500床未満）
- 2016年（平成28年）9月14日 - 元患者の市民より匿名で1億5000万円の寄付を受けたと発表。建て替え費用に役立ててほしいという意向から市は事業費に充てるとした。

## アクセス
- 近鉄宇治山田駅より車で約10分。
- JR・近鉄伊勢市駅より車で約10分。
- 近鉄五十鈴川駅から 徒歩約10分。
- 伊勢自動車道伊勢インターチェンジより車で約3分。 国道23号沿い。
- 三重交通バス 伊勢市駅・宇治山田駅より「イオン伊勢店」または「伊勢病院前」行きに乗車、「伊勢病院前」停留所下車。
- 伊勢市コミュニティバス（おかげバス）鹿海・朝熊ルート、二見ルート「伊勢病院前」停留所下車。